# 花瓶嶼
花瓶嶼（かびんしょ、別名花矸嶼、Pinnacle、花嶼、扛轎嶼）は、台湾本島の北東にある島である。

行政区としては基隆市中正区に属する。棉花嶼・彭佳嶼とともに北方三島と呼ばれる。海洋国家公園管理処は、北方三島とその周辺の海域を海洋国家公園とすることを計画している。 

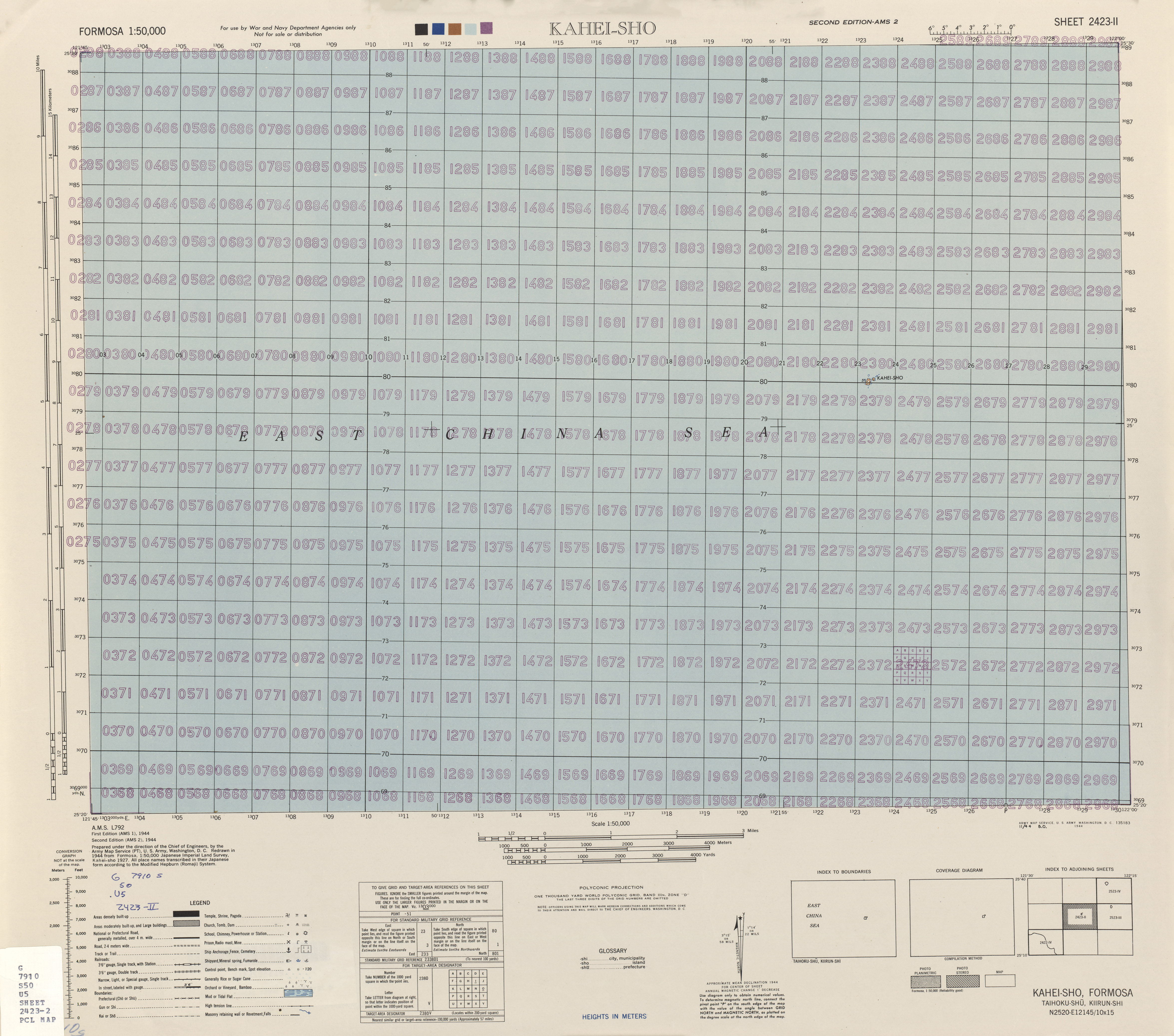
KAHEI-SHO (AMS, 1944)

## 地理
花瓶嶼は東経121度56分、北緯25度25分にある。基隆の北東約32キロメートル、船で1.6時間程の所にある。島の大きさは東西が約176メートル、南北が約80メートル、面積は約0.0304平方キロメートル（3.04ヘクタール）、最高地点の標高は海抜48メートルである。北方三島の中で最も小さい島である。

## 歴史

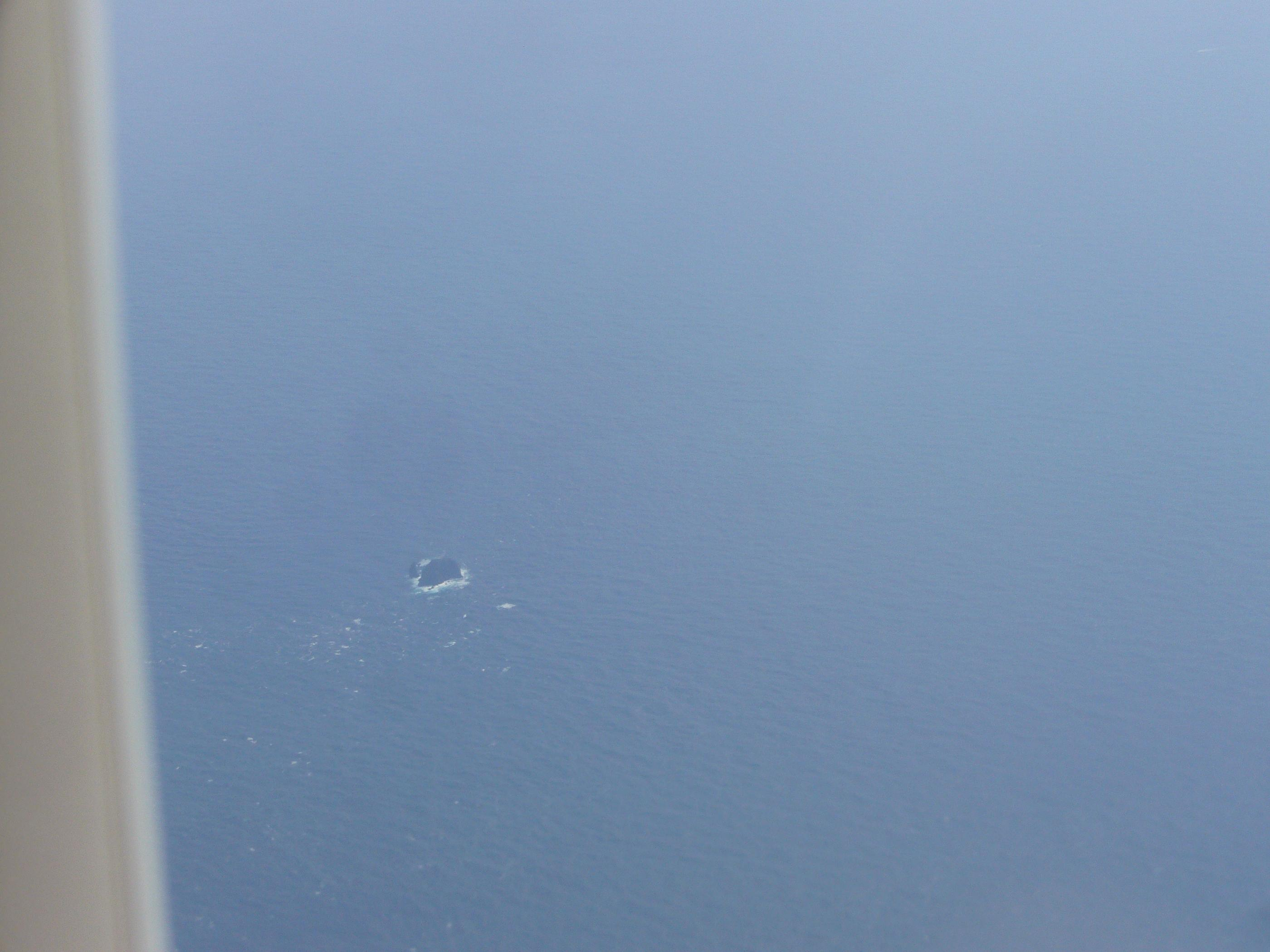
花瓶嶼の拡大写真。棉花嶼目視から2分後に花瓶嶼を見られる

花瓶嶼は周囲が岩地であり上陸が困難なため、有史以来無人島である。国民政府により花瓶嶼は軍事管制区域に指定されている。基隆市政府は花瓶嶼と棉花嶼を野生動物保護区としている。珍貴稀有保育類（等級II）のクロアジサシとマミジロアジサシが棉花嶼と彭佳嶼でまだ生存繁殖していると基隆の漁民は示している。

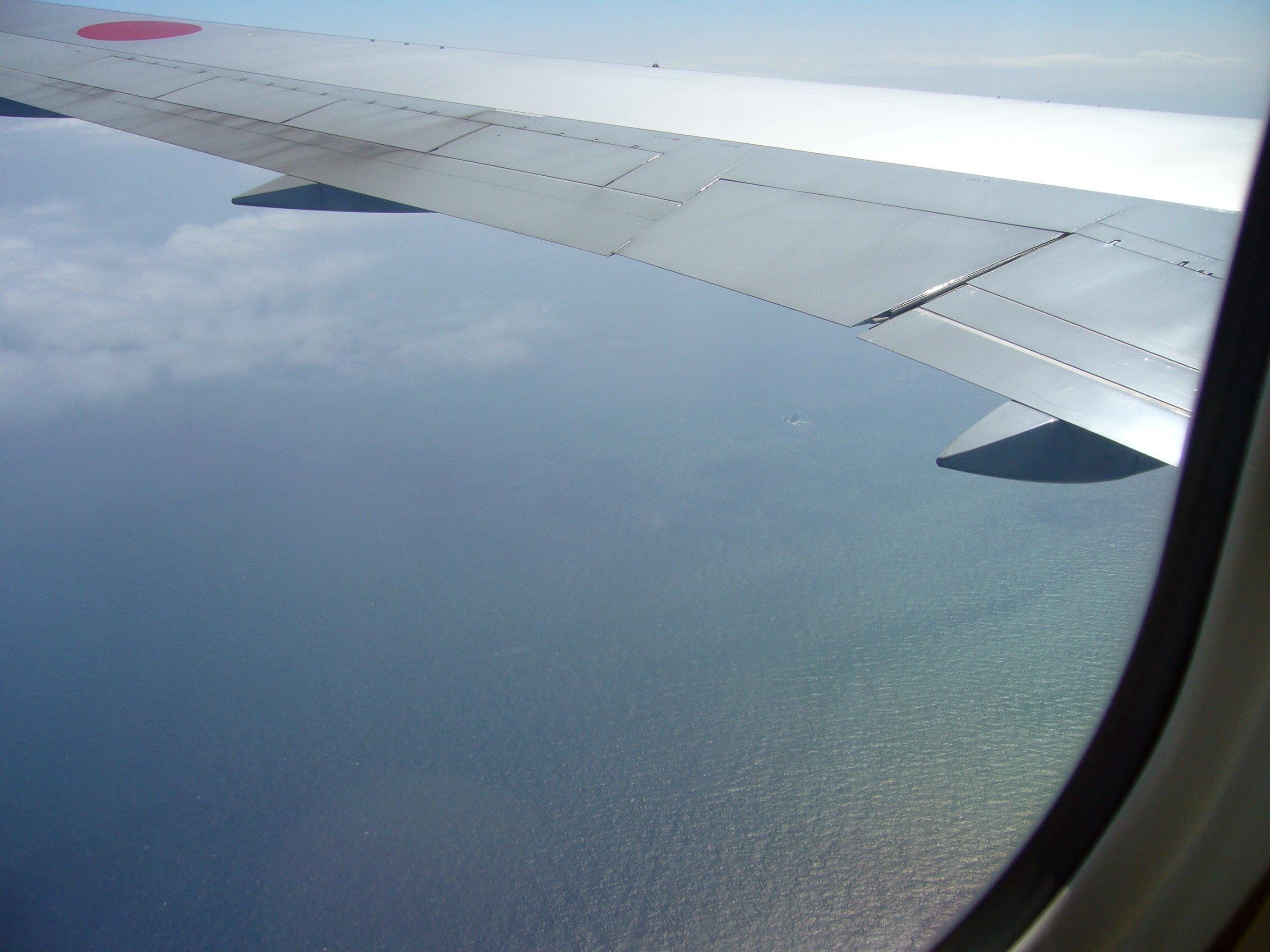
日本から台湾への空路で花瓶嶼を目視することができる

風が強いため高木の生長には適さない。同島周辺の海域は良好な漁場となっている。